# Leokadia Komaiszko
Leokadia Komaiszko est une journaliste, écrivaine et poète belge et lituanienne de souche polonaise, née à Noselėnai près de Vilnius.

## Biographie
Fille de Zygmunt Komaiszko et d'Antonina Suswillo, elle est diplômée de journalisme à l'Université de Minsk en Biélorussie (1981-86).
De 1986-1994, elle travaille comme reporter pour le périodique Czerwony Sztandar (plus tard Kurier Wileński) à Vilnius.
Elle émigre ensuite en Belgique où elle habite depuis 1994. 
À partir de 1996, elle est rédactrice et éditrice bénévole du périodique Listy z daleka pour les émigrants polonais résidant dans différents pays d’Europe et du monde.
Elle est connue pour avoir écrit de nombreux écrits poétiques et publications en prose, dans lesquels elle décrit sa vie et ses expériences professionnelles, ainsi que des reportages littéraires parlant de Polonais en Lituanie, en Belgique et en Europe l'Est et de l'Ouest.
Elle écrit surtout en deux langues : français et polonais.

## Livres

### Poésie
- W stronę światła, Zielona Góra, Pologne, 1992
- Motyle na łąkach dzieciństwa, Warszawa, 1993
- Zielonosenne kaktusy, Liège, 2003
- Tajemny kwiat ruty, 2008
- Leodium, qui sera à moi, Paris 2010[4]

### Prose
- Nawet ptaki wracają, Lublin, Pologne, 1999
- Wiatr z Hamburga, Norbertinum, Lublin, 2005[5]
- Même les oiseaux reviennent, J. Chauveheid, 2006
- Światło Północy, Stockholm, Polonica, 2015[6]

## Distinctions
Elle a obtenu différentes récompenses : 
- concours Polonais de l'Année, Bruxelles 2009
- Hibou d'Or de la communauté polonaise en Europe - Vienne 2014
- Médaille Labor Omnia Vincit, Poznań 2016.